# Óscar Aguirre
Óscar Aguirre (San Nicolás de los Garza, 5 dicembre 1990) è un pallavolista messicano.
Ha gareggiato con il Tigres UANL ai Campionati mondiali per club FIVB 2012.